# Exbibyte
O Exbibyte (contracção do inglês exa binary byte) é uma unidade do Sistema Internacional para designar 260 bytes de informação ou de armazenamento computacional. A sua abreviatura é EiB.
- 1 exbibyte = 260 bytes = 1 152 921 504 606 847 000 bytes = 1 024 pebibytes

O exbibyte está muito relacionado com o exabyte, que pode ser um sinónimo — embora incorrecto — para exbibyte, ou uma referência para 1018 bytes = 1 000 000 000 000 000 000 bytes, dependendo do contexto (ver prefixo binário).